# Cabra de beç
La cabra de beç (Lactarius torminosus) és una espècie de bolet pertanyent a la família de les russulàcies (Russulaceae). Si se'n fereix la carn deixa escolar llet de color blanc (és una lleterola), té el marge del barret amb pèls abundants (és una lleterola del grup de les cabres) i creix vora bedoll o beç (Betula pendula).

## Noms comuns
Cabra de beç, lleterol de bedoll, lleterol de beç, rovelló de cabra, rovelló de beç, peluda i esclata-sang de llet.

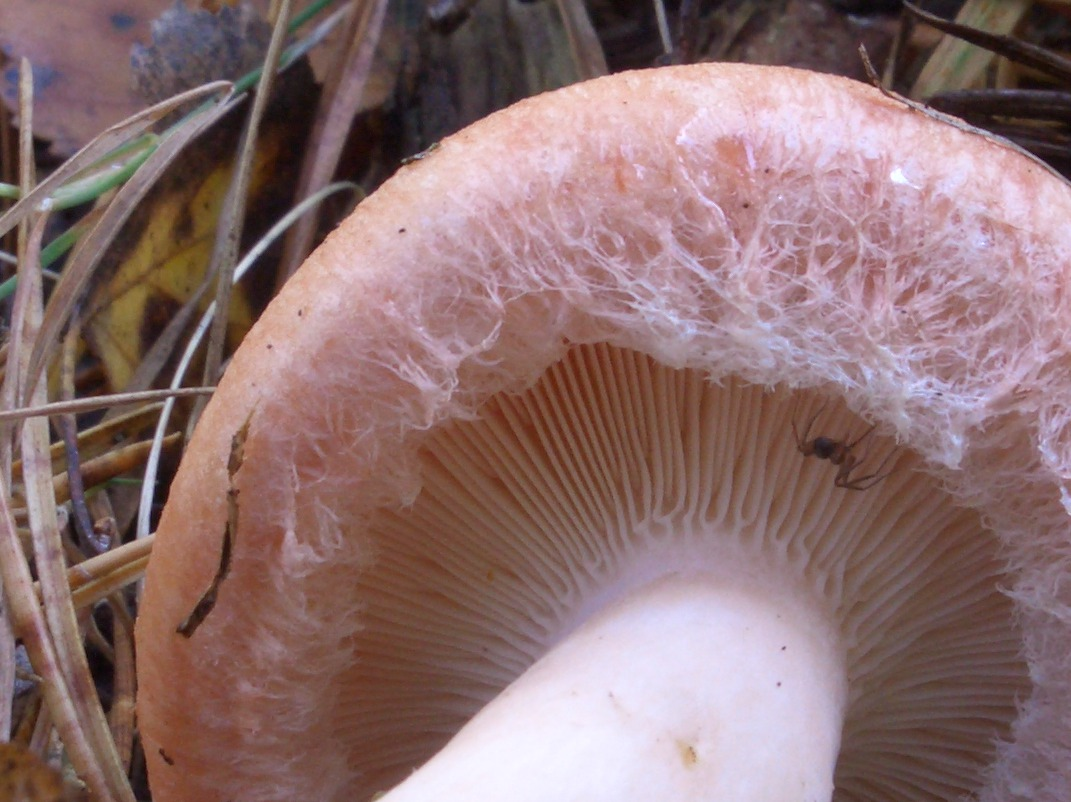
Detall de l'ornamentació del marge del barret de la cabra de beç (Lactarius torminosus)

## Taxonomia
Jacob Christian Schäffer va descriure Agaricus torminosus l'any 1774. Christiaan Hendrik Persoon la trasllada al gènere Lactarius (com a Lactaria torminosa)  el 1797.

## Iconografia
Schäffer, Jacob Christian. 1774. Fungorum qui in Bavaria et Palatinatu circa Ratisbonam nascuntur icones, Vol 4: Seite 7. Tab. 12.
Marchand A. 1971. Champignons du Nord et du Midi 1: 123
Societat Catalana de Micologia, Bolets de Catalunya, Làmina núm. 78, 1983
Vidal JM, Ballesteros E. 2013. Bolets dels Països Catalans, 238.

## Descripció
Bolet d’espars a gregari; de mida mitjana a gran;  de barret de 7 a 12 (14) cm de diàmetre; barret inicialment convex i amb el marge enrotllat fins a estès o netament umbilicat; carnós; de color carnació a terrissa o salmó; amb zones més fosques; superfície llisa en el centre, de feltrada a llanosa cap al marge, amb barbes més llargues a mida que s'apropen a la perifèria; en envellir gairebé llisa; viscosa en temps humit; separable fins a la meitat del radi; marge de llanós a barbat, amb barbes persistents de fins a 10 mm; molt involut en el jove; estès, aprimat i llis només en l’adult.
Làmines denses; d’amplada mitjana; blanquinoses de jove, canyella rosat pàl·lid en l’adult.
Cama en l’adult de llargada similar al diàmetre del barret; robusta; cilíndrica, més aprimada cap el peu; buida a l’interior; superfície seca; del color del barret, sovint amb una franja més vermellosa a la part apical, més blanquinosa cap al peu.
Carn de blanquinosa a rosàcia; olor fruitada; al tast, molt picant, acre; làtex blanc; immutable; abundant; al tast, molt picant, ben aviat acre.
Dipòsit esporal de color crema.

## Hàbitat
Des de mitjans d’estiu a finals de tardor; en sòls preferentment silícics; des de l’estatge subalpí al montà; tant en boscos higròfils com secs; sempre vora bedolls (Betula pendula, Betula pubescens) en bedollars, boscos mixtos amb pins o altres planifolis o també en parcs i jardins. Forma part de la dieta de l'esquirol vermell comú (Sciurus vulgaris).

## Distribució geogràfica
Comú. Present principalment a Europa, però també a Àsia, Amèrica del Nord i puntualment a Austràlia i Amèrica del Sud.

## Paràsits
És parasitat per la floridura Hypomyces lithuanicus.

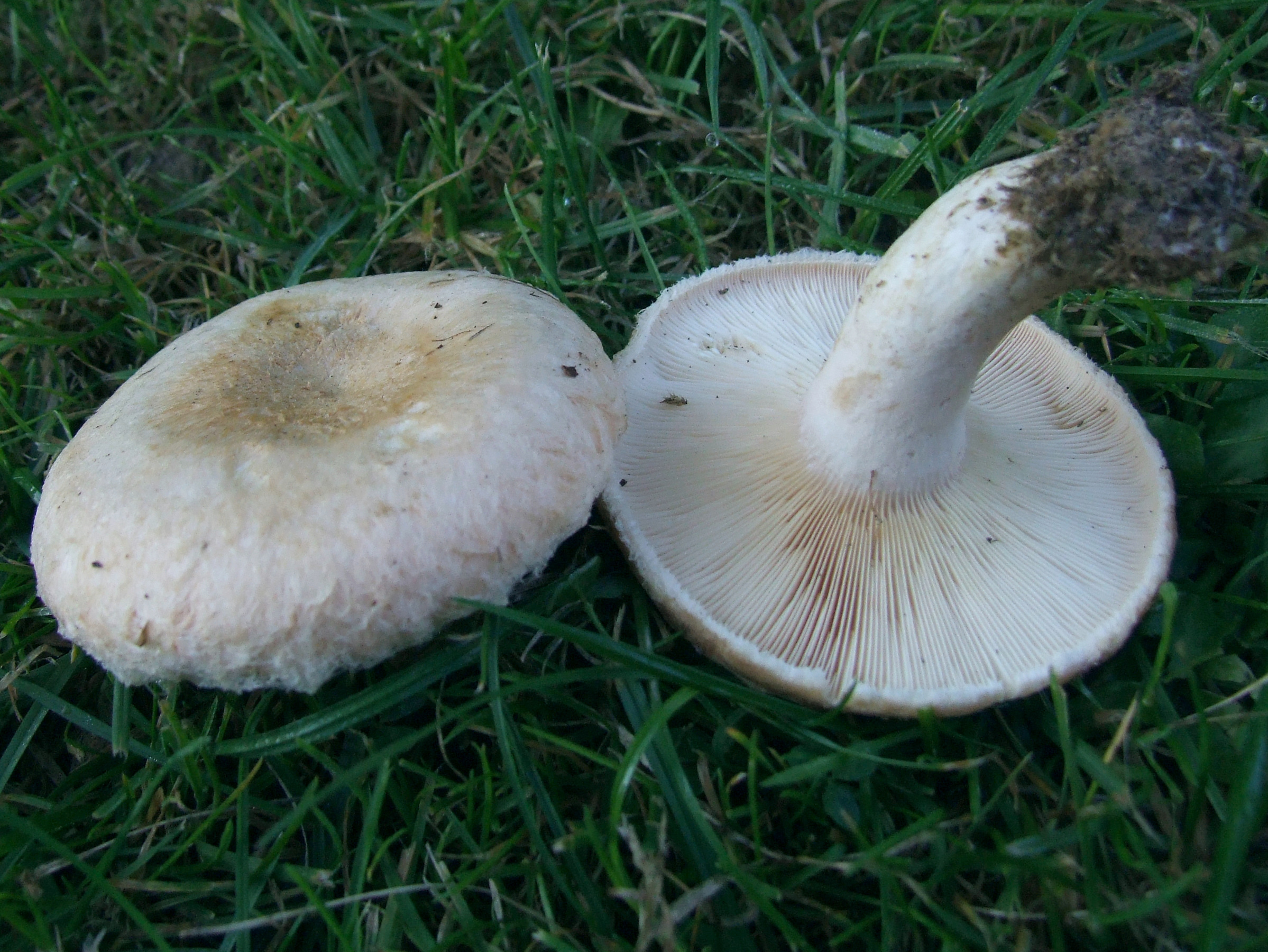
Cabra blanca de beç (Lactarius pubescens)

## Espècies semblants
Es pot confondre amb la cabra blanca de beç (Lactarius pubescens), la cabra d'estepa (Lactarius tesquorum), la cabra de carrasca (Lactarius mairei) i la cabra de beç menuda (Lactarius spinosulus). La primera, que també apareix vora bedolls, és més menuda, no és zonada i de barret molt més pàl·lid.  La segona és exclusiva d’estepes, més pròpia de la terra baixa  i la muntanya mediterrània, però que pot aparèixer a l’estatge submontà; el barret no és zonat i és de colors més rosacis però per manca de pluviositat pot empal·lidir fins a ser gairebé blanc. La tercera és pròpia de sòls calcaris, apareix vora roures, garrics i alzines, i les barbes s'agrupen en feixos. La darrera és menuda, de barret rosa i vorejat de pèls híspids, no barbat i viu vora bedolls.

## Comestibilitat
No comestible; genera trastorns gastrointestinals i vòmits de certa importància si es menja cru. Tanmateix, a Finlàndia, Rússia i altres països europeus és consumit després d'haver-lo mantingut en remull durant cinc dies o d'haver-lo cuit